# American Nuclear Society
Die American Nuclear Society (ANS) ist eine US-amerikanische Gesellschaft von Wissenschaftlern und Ingenieuren im Bereich der Kerntechnik und verschiedenen Bereichen der Kernphysik.

## Geschichte
Die ANS in den 1950er Jahren mit dem Aufschwung der Atomenergie (Atoms for Peace) ins Leben gerufen und 1954 gegründet. Ihr erster Präsident war er Reaktorphysiker Walter Zinn. Ihr erster Sitz war zunächst am Oak Ridge National Laboratory (ORNL), damals Oak Ridge Institute of Nuclear Studies, danach in Chicago und ist seit 1977 in Chicago. Dort zunächst in der 555 North Kensington Avenue, La Grange Park, Illinois, 60526, einem Vorort von Chicago. Aktuell (Stand 2023) ist die Anschrift in dem Ort Downers Grove, ebenfalls bei Chicago. Daneben hat die Organisation auch eine größere Niederlassung in Washington, D.C. Es finden jährlich seit 1955 Hauptversammlungen statt.
Die ANS zählt über 10.000 Mitglieder (Stand 2023). Die Gesellschaft versteht sich als international ausgerichtet und hat seit 1970 Ableger in Europa (die Belgian Nuclear Society und die Sparten Europe Central, Europe France). Sie ist eine Non-Profit-Organisation.
2014 feierte sie ihr 60-jähriges Bestehen.

## Veröffentlichungen
Die ANS ist Herausgeber bzw. Sponsor zahlreicher Fachzeitschriften, wie z. B. Nuclear Science and Engineering (ab 1956), sowie den Transactions of the ANS (ab 1958), Nuclear Technology (zuerst 1965 als Nuclear Applications), Fusion Science and Technology (zuerst ab 1981 als Nuclear Technology/Fusion) und Radwaste Solutions (zuerst ab 1994 als Radwaste Magazine, zur Frage der Entsorgung nuklearer Abfälle).
Außerdem gibt die ANS die Mitgliederzeitschriften Nuclear News (seit 1959), ANS News (ab 1983) und die Nuclear Standard News (ab 1970) heraus.
Die ANS veröffentlicht ebenfalls Fachbücher im eigenen Verlag.
Die ANS gibt auch Studien heraus, so 1990 einen Kommentar zur offiziellen Reaktorsicherheitsstudie des National Research Council (NRC) NUREG-1150 und 1995 zu Protection and Management of Plutonium.
Ebenfalls veröffentlicht die ANS Normen im Zusammenhang mit der Kerntechnik.

## Verwaltung
Die Organisationen hat mehrere Verwaltungsorgane. Aktueller (Stand 2023) Präsident des Executive Committee ist Kenneth Petersen.
Das Board of Directors hat verschiedene Mitglieder und einen Executive Director/CEO, Craig Piercy (Stand 2023).

## Preise und Auszeichnungen
Die ANS vergibt verschiedene Preise, wie den Eugene P. Wigner Reactor Physicist Award oder die Seaborg Medal, für Beiträge zur friedlichen Nutzung der Kernenergie, oder die Alvin Weinberg Medal für Beiträge zum Verständnis der sozialen Auswirkungen der Kerntechnik. Es gibt auch einen Fellowship Status.

### Seaborg Medal
Sie wird für wissenschaftliche oder Ingenieursleistungen zur friedlichen Nutzung der Kernenergie vergeben. Preisträger waren:
- 1984 Glenn T. Seaborg
- 1985 Manson Benedict
- 1986 Robert Avery
- 1987 David Okrent
- 1988 Leo Yaffe
- 1989 Henry Hurwitz Jr.
- 1990 Yoshitugu Mishima
- 1991 nicht vergeben
- 1992 Richard T. Lahey Jr.
- 1993, 1994 nicht vergeben
- 1995 Garman Harbottle
- 1996 H. Peter Planchon
- 1997 nicht vergeben
- 1998 Seymour Katcoff
- 1999 nicht vergeben
- 2000 Dan G. Cacuci
- 2001 Weston M. Stacey
- 2002 John J. Dorning
- 2003 Bal Raj Sehgal
- 2004 Siegfried S. Hecker
- 2005 Robert C. Block
- 2006 William T. Sha
- 2007 Saed Mirzadeh
- 2008 Yassin A. Hassan
- 2009 bis 2011 nicht vergeben
- 2012 Terry Kammash
- 2013 Harold M. Agnew
- 2014 Charles Forsberg
- 2015 Lance Snead
- 2016 George H. Miley
- 2018 M.M.R. Williams
- 2020 Michael Z. Podowski
- 2021 John C. Browne
- 2022 Steven J. Zinkle